# マル (トルクメニスタン)
マル（Mary）は、トルクメニスタンのマル州の州都。かつてはメルブ (Merv, Мерв, Meru), Margianaなどと呼ばれた。人口は167,027人（2024年国勢調査）で、トルクメニスタンで4番目の都市である。
カラクム砂漠の中のシルクロードのオアシス都市で、ムルガブ川が流れる。

## 歴史

### 近代
1884年、帝政ロシアがこの地に侵攻し、アフガニスタンとの間にパンジェ紛争(Panjdeh Incident) を引き起こす。その後、ロシアの軍事拠点として入植が進んだ。英印軍は1918年、機関銃で武装したパンジャーブ人が主体の中隊を派遣、マル周辺でボルシェビキ軍と対峙した。
ソビエト連邦時代には灌漑施設が整備され、綿花産業の中心として発展した。1968年には、市の西部で天然ガスが発見された。メルブ遺跡は市の郊外にある。

## 経済
マリはトルクメニスタンで4番目に大きな都市であり、重要な輸出品である天然ガスと綿花生産の中核を担っている。また、綿花、穀物、羊毛の貿易の中心地でもある。

## 姉妹都市
- イスタンブール, トルコ
- ジッダ, サウジアラビア
- サマルカンド, ウズベキスタン